# Thương nhớ đồng quê
Thương nhớ đồng quê (tiếng Anh: Nostalgia for Countryland, tiếng Pháp: Nostalgie de la campagne) là một bộ phim điện ảnh chính kịch Việt Nam ra mắt năm 1995 do đài truyền hình NHK của Nhật Bản và hãng phim Hội Điện ảnh Việt Nam hợp tác sản xuất. Biên kịch kiêm đạo diễn cho bộ phim là Nghệ sĩ nhân dân Đặng Nhật Minh, một trong những đạo diễn hàng đầu của điện ảnh Việt Nam.

## Nội dung
Bộ phim lấy bối cảnh những năm 80 của thế kỷ 20, thời điểm mà tình hình kinh tế và xã hội Việt Nam đang gặp nhiều thử thách. Một làng quê vốn bằng lặng yên ả chợt xao động đổi thay, từ tâm tư con người đến nhịp sống thường ngày. Quyên, sau những ngày tháng vượt biên sống nơi đất khách quê người, nay lại trở về thăm lại ngôi làng xưa. Còn Ngữ thì vẫn tảo tần chăm sóc người em trai, âm thầm chờ đợi người chồng đi làm ăn xa. Và Nhâm, một chàng trai ở tuổi xuân xanh, nhạy cảm và lãng mạn, gắn bó với làng quê cả một thời tuổi thơ, cho đến khi nhập ngũ, vẫn không sao dứt được tình cảm da diết với đồng quê. Nhiều con người, nhiều cuộc đời, nhưng bằng những điểm tựa khác nhau, họ đều hướng về quê nhà, một lòng "thương nhớ đồng quê".

## Diễn viên
- Thúy Hường vai Ngữ.[3]
- Lê Vân vai Quyên.[4][5]
- Tạ Ngọc Bảo vai Nhâm.[6]
- Trịnh Thịnh vai ông giáo Quỳ.[7]
- Nguyễn Ánh vai chú Phụng.
- Ngọc Thoa vai mẹ Nhâm.[8]
- Hoàng Yến vai vợ của giáo Quỳ.
- Bích Ngọc vai thím Nhung.[9]
- Minh Tiếp vai dì Lưu.
- Đoàn Phú Thăng vai thầy Ngọc.
- Minh Liên vai chị Thoa.
- Xuân Thức vai vợ chú Phụng.
- Tất Bình vai tên cò mồi.
- Trọng Phan vai lái xe tải.

## Sản xuất
Nhân dịp kỷ niệm 100 năm ngày điện ảnh ra đời, đài truyền hình NHK đã mời 5 đạo diễn của 5 nước châu Á bao gồm Ấn Độ, Thái Lan, Mông Cổ, Iran và Việt Nam làm những bộ phim mới nhằm công chiếu tại Tokyo trong khuôn khổ Liên hoan phim châu Á lần đầu tiên của NHK. Nhờ sự thành công với các bộ phim trước đó như Bao giờ cho đến tháng Mười, Cô gái trên sông và Trở về, Nghệ sĩ nhân dân Đặng Nhật Minh đã được NHK mời làm phim và tài trợ toàn bộ kinh phí. Đây là lần đầu tiên ông được quyền quyết định mọi chi tiêu.
Kịch bản của bộ phim do chính Đặng Nhật Minh thực hiện dựa trên truyện ngắn cùng tên của nhà văn Nguyễn Huy Thiệp. Trong quá trình đi tìm bối cảnh quay phim, Đặng Nhật Minh đã phát hiện được hai ngôi làng Thụy Hương và Hương Gia thuộc Hà Nội. Hai ngôi làng với bối cảnh đậm chất thôn quê Việt Nam đã dần trở thành "làng phim trường" được nhiều đạo diễn yêu thích sau khi xuất hiện trong bộ phim này.
Đây có thể xem là một bộ phim khiến đạo diễn Đặng Nhật Minh gặp khó khăn trong việc tìm diễn viên. Đầu tiên là vai Nhâm, một thanh niên nông thôn 17 tuổi, thích làm thơ và là người kể lại câu chuyện Thương nhớ đồng quê. Tìm được một người có thể truyền tải trọn vẹn vai này không hề dễ. Sau một thời gian dài không thể tìm được gương mặt phù hợp ở các trường điện ảnh, nữ đạo diễn Nhuệ Giang đã phát hiện được Tạ Ngọc Bảo ở một lớp học của đoàn chèo Hà Nội. Dù Tạ Ngọc Bảo bị giáo viên nhận xét là không giỏi về chèo, nhưng Đặng Nhật Minh vẫn quyết định cho anh thử vai Nhâm. Khả năng thể hiện của Tạ Ngọc Bảo trong bộ phim được đánh giá là cho thấy quyết định của ông là đúng. Vai Nhâm đã trở thành vai diễn để đời của Tạ Ngọc Bảo, giúp anh được mời tham dự liên hoan phim quốc tế và nhận được lời mời đóng phim từ nhiều đạo diễn.
Nhân vật thứ 2 khiến đoàn làm phim gặp khó khăn trong việc tìm diễn viên là vai nữ chính Ngữ. Đạo diễn Đặng Nhật Minh cho biết, đây là vai diễn mà ông tốn nhiều thời gian nhất để tìm kiếm diễn viên. Thậm chí đoàn làm phim phải quay trước một số cảnh không có nhân vật này để tiếp tục tìm. Nhân vật này yêu cầu diễn viên vừa biết diễn xuất, vừa biết làm những công việc đồng án. Cuối cùng, người được đạo diễn Đặng Nhật Minh chọn cho vai chính không phải là một diễn viên điện ảnh có tiếng mà là một nghệ sĩ quan họ, về sau là Nghệ sĩ nhân dân Thúy Hường.

## Công chiếu
Bộ phim lần đầu tiên được công chiếu vào năm 1995 trên VTV1 của Đài Truyền hình Việt Nam. Năm 1996, một phim được mời đến tham dự nhiều liên hoan phim quốc tế như Liên hoan phim Busan tại Hàn Quốc, Liên hoan phim Toronto tại Canada, Liên hoan phim Chicago tại Hoa Kỳ. Và đến tháng 11 cùng năm, bộ phim xuất hiện tại Liên hoan phim Việt Nam lần thứ 11 và mang về cho Đặng Nhật Minh giải Đạo diễn xuất sắc. Ngoài những cái tên được dịch trực tiếp từ "Thương nhớ đồng quê" như "Nostalgia for Countryland" (bằng tiếng Anh) hay "Nostalgie de la campagne" (bằng tiếng Pháp), bộ phim còn được biết đến với tên "Nhâm" (tiếng Nhật: ニ ャ ム) khi công chiếu tại Nhật Bản.
Năm 2005, cùng với một tác phẩm kinh điển khác của đạo diễn Đặng Nhật Minh là Bao giờ cho đến tháng Mười, Thương nhớ đồng quê đã được trình chiếu trong chương trình đặc biệt "Những đạo diễn bậc thầy tại châu Á" của Liên hoan phim quốc tế Gwangju lần 5. Ngày 14 tháng 10 năm 2016, bộ phim lần đầu tiên xuất hiện ở Lausanne khi được công chiếu trong khuôn khổ Những ngày văn hóa Việt Nam tại Thụy Sĩ. Bộ phim tiếp tục được đánh giá cao và nhận được nhiều lời khen từ khán giả Thụy Sĩ. Tháng 7 năm 2018, bộ phim được đưa vào chương trình chiếu phim mùa hè của IDECAF bao gồm các tác phẩm chọn lọc của điện ảnh Việt Nam và Pháp.

## Đánh giá và đón nhận
Thương nhớ đồng quê được xem là một bộ phim mang tính biểu tượng về hình ảnh làng quê Việt Nam. Từ những năm 1990, sự chênh lệch giữa thành phố và làng quê đã bắt đầu rõ ràng. Bộ phim đã miêu tả một cách rõ nét tình thế khó xử của làng quê thời bấy giờ: trai tráng bỏ lên thành thị, bỏ làng lại cho phụ nữ, trẻ nhỏ và những người già. Hình ảnh ngôi làng vừa thân thuộc nhưng hiện lên một cách xơ xác và tiêu điều khi con người dần rời bỏ đồng quê mà hướng về nơi phố thị được cho là những hình ảnh ám ảnh người xem nhất của bộ phim. Bộ phim không chỉ là nỗi niềm với quê hương mà còn là tình cảm trái ngang giữa những người số phận khác nhau. Tình cảm đan xen tình dục đươc chế tác một cách nhạy cảm và chính xác khiến cho bộ phim được đánh giá là một viên ngọc quý của điện ảnh Việt Nam.
Bộ phim đã xuất hiện tại hơn 60 liên hoan phim, và thu về nhiều giải thưởng. Tính đến thập niên đầu tiên của thế kỷ 21, đây được xem là bộ phim Việt Nam đạt kỷ lục về số lần được mời tham dự các liên hoan phim quốc tế. Tại Liên hoan phim Việt Nam năm 1995, bộ phim đã mang về cho Đặng Nhật Minh giải Đạo diễn xuất sắc nhất nhưng bản thân nó lại không được bất kỳ giải Bông sen nào. Dù vậy, đây vẫn là một tác phẩm mang tính văn hóa cao và là bộ phim quan trọng trong sự nghiệp của ông.

## Giải thưởng và đề cử
| Năm  | Lễ trao giải                           | Hạng mục                        | Đối tượng đề cử                 | Kết quả   | Nguồn  |
| ---- | -------------------------------------- | ------------------------------- | ------------------------------- | --------- | ------ |
| 1995 | Liên hoan phim châu Á-Thái Bình Dương  | Giải Kodak                      |                                 | Đoạt giải | [ 33 ] |
| 1996 | Giải thưởng Hội Điện ảnh Việt Nam 1995 | Phim điện ảnh                   |                                 | Giải A    | [ 34 ] |
| 1996 | Liên hoan phim quốc tế Rotterdam       | Phim châu Á hay nhất của NETPAC |                                 | Đoạt giải | [ 35 ] |
| 1996 | Liên hoan phim ba châu lục             | Giải khán giả                   |                                 | Đoạt giải | [ 36 ] |
| 1996 | Liên hoan phim ba châu lục             | Golden Montgolfiere             |                                 | Đề cử     |        |
| 1996 | Liên hoan phim quốc tế Namur           | ACCT Promotional Award          |                                 | Đoạt giải | [ 37 ] |
| 1996 | Liên hoan phim Việt Nam lần thứ 11     | Đạo diễn xuất sắc               | Nghệ sĩ nhân dân Đặng Nhật Minh | Đoạt giải | [ 38 ] |
| 1997 | Liên hoan phim quốc tế Fribourg        | Giải khán giả                   |                                 | Đoạt giải | [ 29 ] |
| 1997 | Liên hoan phim quốc tế Vesoul          | Giải khán giả                   |                                 | Đoạt giải | [ 39 ] |